# North Tyneside
North Tyneside este un Burg Metropolitan în cadrul Comitatului Metropolitan Tyne and Wear în regiunea North East England. Principalele orașe din district sunt: Killingworth, North Shields, Wallsend și Whitley Bay.
1. ↑   https://ons.maps.arcgis.com/home/item.html?id=a79de233ad254a6d9f76298e666abb2b Lipsește sau este vid: |title= (ajutor)